# Traité Webster-Ashburton
Le traité Webster-Ashburton est un traité signé le 9 août 1842 à Washington entre les États-Unis et l'Amérique du Nord britannique (futur Canada) fixant la frontière entre des territoires disputés. Il mit un terme à la guerre d'Aroostook, une querelle concernant la frontière entre le Maine, le Bas-Canada (futur Québec) et le Nouveau-Brunswick. Il établit également les détails de la frontière entre le lac Supérieur et le lac des Bois (définie à l'origine par le traité de Paris), réaffirma le tracé de la frontière à l'ouest jusqu'aux montagnes Rocheuses le long du 49e parallèle (définie par la convention de 1818), appela à mettre un terme au commerce d'esclaves outre-mer (ce que les deux signataires devaient ignorer), et instaura les termes de l'usage commun des Grands Lacs.

## Contexte

Carte illustrant la dispute territoriale.

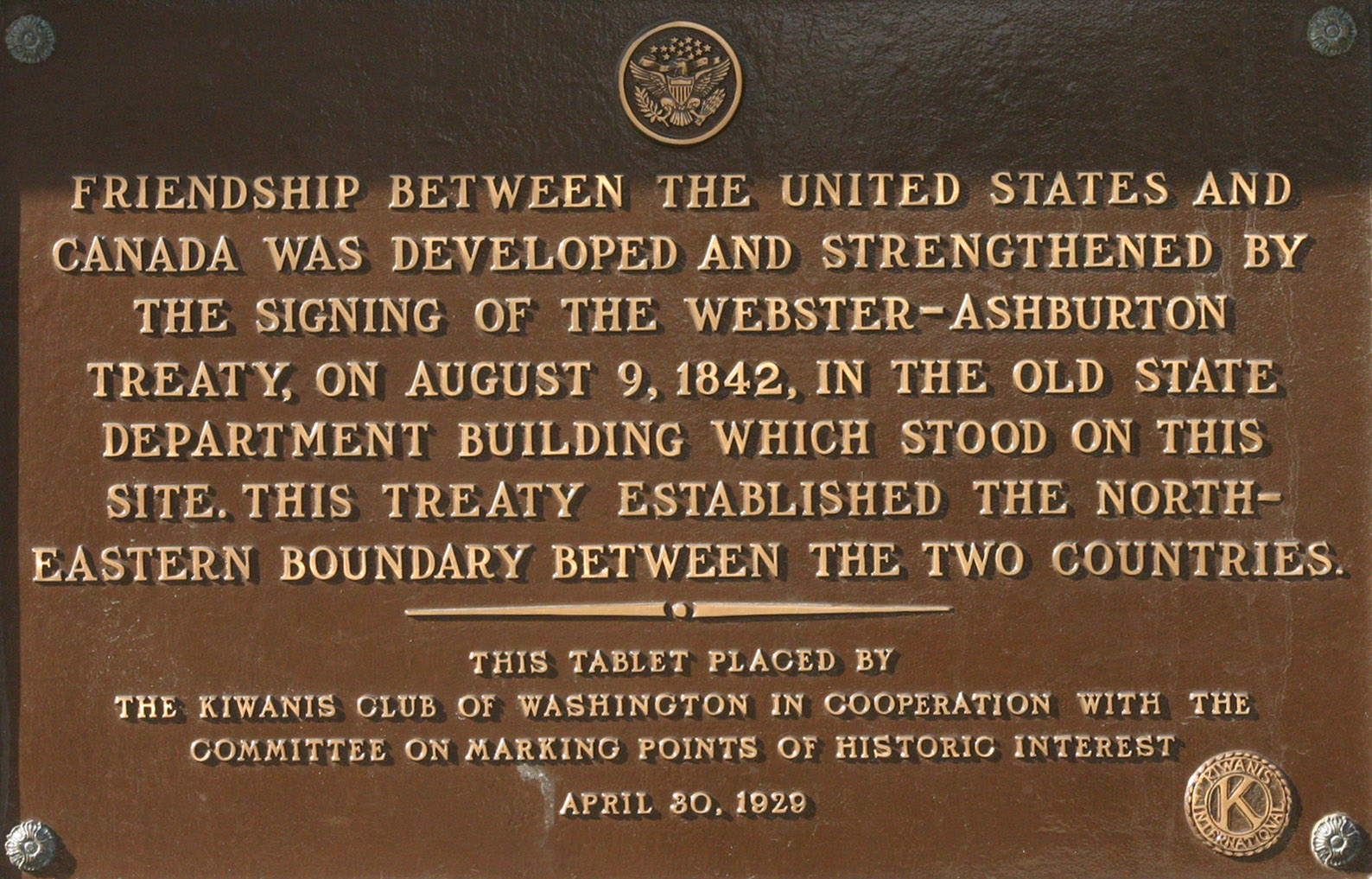
Plaque à Washington.

Le traité a aussi servi à corriger une maladresse du gouvernement américain à la frontière du Bas-Canada (futur Québec) et celle de l'État de New York. Un fort fut partiellement construit par erreur du côté canadien, alors pour plaire davantage aux Américains, le conseiller britannique redonna le fort non terminé aux Américains en réajustant la frontière 1,2 kilomètre plus au nord que l'ancienne frontière du 45e parallèle. Le fort nommé par les Américains fort Blunder leur fut donc remis gracieusement par le conseiller britannique. Une fois le traité signé, les Américains terminèrent la construction du fort et le renommèrent fort Montgomery.  
Le traité fut signé par le secrétaire d'État des États-Unis Daniel Webster et le Privy Counsellor Alexander Baring. Une plaque commémorant le traité fut installée à l'emplacement de l'ancien bâtiment du département d'État, à Washington, où la signature eut lieu. Les dix mois de négociations que nécessita le traité eurent lieu en grande partie à Ashburton House (en), domicile de la légation britannique sur Lafayette Square, à Washington. La maison est depuis devenue un National Historic Landmark.
Le traité mit un terme à la « guerre d'Aroostook », un conflit officieux se déroulant le long de la frontière entre le Maine et le Nouveau-Brunswick, et résolut les problèmes qui avaient mené à l'affaire de la Caroline et au conflit de la république de l'Indian Stream. La frontière fut fixée de manière à répartir les terres disputées entre les deux pays. Les Britanniques acquirent la route entre Halifax et Québec qu'ils désiraient. Le cas de la Creole (navire négrier américain ; les esclaves révoltés furent laissés libres par la justice anglaise des Bahamas) fut négligé par les deux pays. En fin de compte, les seuls « perdants » furent les Brayons, dont les terres et le peuple furent divisés entre les deux pays.
Afin de rendre le traité plus populaire aux États-Unis, Webster rendit publique une carte de la frontière entre le Maine et le Canada qu'il prétendait dessinée par Benjamin Franklin. La plupart des historiens estiment qu'il s'agissait d'un faux.